# Kubická rovnice

Graf kubické funkce

Kubická rovnice (z lat. cubus – krychle) je algebraická rovnice třetího stupně. Její základní tvar vypadá následovně:
{\displaystyle ax^{3}+bx^{2}+cx+d=0},
kde {\displaystyle a\neq 0}.

Jednotlivé členy mají tato označení: 

{\displaystyle ax^{3}} je kubický člen,
{\displaystyle bx^{2}} je kvadratický člen,
{\displaystyle cx} je lineární člen
a {\displaystyle d} je absolutní člen.

Koeficient a musí být různý od nuly, jinak by se jednalo o funkci nižšího řádu. a, b, c a d jsou reálná čísla.

## Diskriminant
Diskriminant vypočítáme podle vztahu {\displaystyle D=18abcd-4b^{3}d+b^{2}c^{2}-4ac^{3}-27a^{2}d^{2}} Mohou nastat tři případy:
- D = 0, rovnice má buď jeden trojnásobný reálný kořen nebo jeden dvojnásobný a jeden jednoduchý reálný kořen
- D > 0, rovnice má tři reálné kořeny
- D < 0, rovnice má jeden reálný a dva komplexně sdružené kořeny

## Řešení rovnice
Obecné řešení kubické rovnice se dá najít buď pomocí Cardanových vzorců, anebo dvojí substitucí podle Thomase Harriota. Harriotova metoda je následující:
Rovnici nejprve vydělíme koeficientem u třetí mocniny, čímž ji převedeme na tvar
{\displaystyle x^{3}+ax^{2}+bx+c=0.}
Substitucí {\displaystyle x=t-a/3} odstraníme kvadratický člen, a tím dostaneme rovnici typu
{\displaystyle t^{3}+pt+q=0,\quad {\mbox{kde}}\quad p=b-{\frac {a^{2}}{3}}\quad {\mbox{a}}\quad q=c+{\frac {2a^{3}-9ab}{27}}.}
Tuto rovnici dále převedeme na kvadratickou rovnici substitucí {\displaystyle t=y-{p \over 3y}} a vynásobením obou stran {\displaystyle y^{3}}. Po úpravách dostaneme rovnici
{\displaystyle y^{6}+qy^{3}-{p^{3} \over 27}=0},
což je kvadratická rovnice vůči {\displaystyle y^{3}}. Po nalezení {\displaystyle y} zpětně dosadíme do substitučních rovnic, až dojdeme k původnímu {\displaystyle x}. Podrobnější postup je popsán v článku Cardanovy vzorce, jelikož tato kvadratická rovnice se tam vyskytuje rovněž, i když se k ní dospěje jiným způsobem.
Některé druhy kubické rovnice se dají řešit i jednodušeji než Harriotovou substitucí nebo Cardanovými vzorci.

### Kubická rovnice bez absolutního členu
U těchto rovnic je koeficient d roven nule. Rovnice se tedy dá vytknutím snadno převést na kvadratickou. Jedním z řešení je vždy číslo 0.

#### Příklad
{\displaystyle x^{3}-5x^{2}+6x=0}

{\displaystyle x(x^{2}-5x+6)=0}

Dále řešíme kvadratickou rovnici {\displaystyle x^{2}-5x+6=0}, jejími kořeny jsou čísla 2 a 3.

Kubická rovnice má tedy kořeny: {\displaystyle x_{1}=0,x_{2}=2,x_{3}=3}

### Reciproká rovnice
Jestliže koeficienty {\displaystyle a=d,b=c} pak se jedná o kladně reciprokou rovnici. Jejím kořenem je vždy číslo -1. Rovnici tedy vydělíme výrazem {\displaystyle (x+1)}, získáme kvadratickou rovnici a jejím vyřešením zbývající dva kořeny. Jestliže {\displaystyle a=-d,b=-c} pak rovnice je záporně reciproká a jejím kořenem je číslo 1. Vydělíme ji tedy výrazem {\displaystyle (x-1)}

#### Příklad
{\displaystyle 2x^{3}-3x^{2}-3x+2=0}

{\displaystyle (2x^{3}-3x^{2}-3x+2):(x+1)=[(2x^{3}+2)-(3x^{2}+3x)]:(x+1)={\tfrac {2(x^{3}+1)}{x+1}}-{\tfrac {3x(x+1)}{x+1}}={\tfrac {2(x+1)(x^{2}-x+1)}{x+1}}-3x=2x^{2}-5x+2}

Kořeny jsou následující: {\displaystyle x_{1}=-1,x_{2}={\tfrac {1}{2}},x_{3}=2}

### Kubická rovnice s celočíselným kořenem
Taková rovnice se řeší podobně jako reciproká, ale kořenem může být i jiné číslo než 1 nebo -1

### Kubická rovnice bez kvadratického a lineárního členu
Taková rovnice je binomická, např.: {\displaystyle x^{3}-27=0}

## Viètovy vzorce
Pro kořeny kubické rovnice a její koeficienty platí následující vztahy:

{\displaystyle x_{1}+x_{2}+x_{3}=-{\frac {b}{a}},\quad x_{1}x_{2}+x_{1}x_{3}+x_{2}x_{3}={\frac {c}{a}},\quad x_{1}x_{2}x_{3}=-{\frac {d}{a}}}